# Raïon de Kivertsi
Le raïon de Kivertsi (en ukrainien : Ківерцівський район, Kivertsivskyï raïon) ou raïon de Kivertsy (en russe : Киверцовский район, Kivertsovski raïon) est une subdivision administrative de l'oblast de Volhynie, dans l'ouest de l'Ukraine. Son centre administratif est la ville de Kivertsi.

## Géographie
Le raïon s'étend sur 1 414 km2 dans le sud-est de l'oblast. Il est limité au nord par le raïon de Manevitchy, à l'est et au sud par l'oblast de Rivne, et à l'ouest par le raïon de Loutsk et le raïon de Rojychtche.

## Histoire
Le raïon de Kivertsi a été créé en 1940.

## Population

### Démographie
Recensements (*) ou estimations de la population :
| 2006   | 2007   | 2008   | 2009   | 2010   | 2011   |
| ------ | ------ | ------ | ------ | ------ | ------ |
| 65 557 | 65 059 | 64 677 | 64 402 | 64 117 | 63 968 |

### Villes
Le raïon ne compte qu'une seule ville, Kivertsi, et deux communes urbaines : Olyka et Tsouman.